# سیارک ۲۱۷۰۱
سیارک ۲۱۷۰۱ (به انگلیسی: 21701 Gabemendoza، نامگذاری:1999RP72) بیست و یک هزار و هفتصد و یکمین سیارک کشف شده‌است که در ۷ سپتامبر ۱۹۹۹ کشف شد.
قدر مطلق سیارک برابر ۱۷.۸ است.